# アルタクシアス1世
アルタクシアス1世（ギリシア語: Αρταξίας Α΄、紀元前230年頃 - 紀元前160年）は、アルタクシアス朝の始祖であるアルメニア王国の君主。名はアルメニア語ではアルタシェス (Արտաշես)、ペルシア語ではアルタクセルクセス (𐎠𐎼𐎫𐎧𐏁𐏂𐎠) となる。
アケメネス朝およびセレウコス朝の下でサトラップ（地方太守）としてアルメニア一帯を治めていたオロンテス朝の一族であり、シュニクの豪族であったザリアドレスの息子。アルメニアへのパルティアの進出を警戒したセレウコス朝のアンティオコス3世に支持されて、紀元前200年頃に父とともにオロンテス朝に対する反乱を起こし、セレウコス朝から大アルメニアのステラテゴン（総督）としての地位を与えられた。その後、紀元前190年にセレウコス朝がマグネシアの戦いで共和政ローマに敗れると、紀元前189年（ないし紀元前188年）、アパメイアの和約によって正式にアルメニアの王号を与えられた。
こうして史上最初のアルメニア人による独立国家アルメニア王国を打ち立てたアルタクシアスは、独立直後から領土の拡張に乗り出し、東はメディア、北はセヴァン湖北西、西はエルズルムまでを支配下に入れた。そして、これらの領域ではアルメニア語が共通語として使用されるようになった（ただし、公的な書き言葉にはペルシア語とギリシア語が使用されていた）。父ザリアドレスが治めていたソフェーネ王国の併合も試みたが、これには失敗している。さらにアルタクシアスはオロンテス朝の影響を脱すべく、アラクス川左岸（今日のホル・ヴィラプ近郊）に、ヘレニズム様式に基づく新首都アルタハタを建設した。
紀元前165年には、シリア沿岸とメソポタミアの奪還を狙うセレウコス朝からの攻撃を受け、アルタクシアスはアンティオコス4世に敗れた。しかし貢納と引き替えに解放され、アルメニアの支配を続けた。その後、紀元前160年（ないし紀元前159年）に王位はアルタヴァスデス1世へと受け継がれた。